# 劉香
劉香（？—1635年5月23日），又名劉香老，廣東廣州府新安縣博寮島（今香港南丫島）原居民，為鄭芝龍組十八芝武裝海商集團成員之一，後被鄭芝龍討伐而陣亡。

## 生平
劉香精通粵語、閩南語、西班牙語、葡萄牙語，與鄭芝龍早年都是大倭寇李旦的部下，兩人感情不錯，曾義結金蘭。
李旦死後，劉香曾以漳州府海澄縣為根據地，為佛朗機（西班牙、葡萄牙）買辦代表，鄭芝龍則長期為明朝、荷蘭買辦代表，兩人有不和。
1629年，劉香拒絕鄭芝龍的提議，不願歸順明朝，遂與昔日結義兄弟鄭芝龍決裂。
1633年7月27日至10月22日，劉香與李旦之子李國助、荷蘭東印度公司聯手攻打明朝，但被鄭芝龍於金門料羅灣擊敗。
1634年4月8日，由於不滿荷蘭東印度公司又改與鄭芝龍合作，劉香率領600名海盜登陸大員，攻打熱蘭遮城，但無功而返；謂之《大員之役》。
1635年5月23日，鄭芝龍攻擊劉香，劉香與鄭芝龍之弟鄭芝虎在廣東海上戰鬥，劉香大勢已去，被鄭芝虎部眾包圍。
一說是劉香點燃船上的火藥與鄭芝虎同歸於盡，另一說則是劉香乘鄭芝虎跳躍上船時，用漁網把鄭芝虎拖入水中溺斃，再飲彈自害，劉香的死，為自1625年在台灣結義的十八芝譜上休止符。